# أندريا بيرلو
أندريا بيرلو (بالإيطالية: Andrea Pirlo) (مواليد 19 مايو 1979)، مُدرب كرة قدم إيطالي ولاعب سابق، يُجيد اللعب في مركز وسط الميدان، فاز ببطولة كأس العالم 2006 مع منتخب إيطاليا، وقد اعتزل كرة القدم عام 2017. وحاليًا يدرب نادي فاتح كاراغومروك الذي ينشط بالدوري التركي الممتاز، وسبق له أن درب نادي يوفنتوس الإيطالي.
يلقب بريشيا المسرع (إشارة إلى مدينته الأصلية مقاطعة بريشا) والمهندس المعماري والأستاذ أو موزار، باعتباره من أعظم المواهب التي عرفتها إيطاليا.
ففي الاتحاد الدولي لتاريخ وإحصاءات كرة القدم (IFFHS) احتل المرتبة 3,4,2,3 لأفضل صانع اللعب من السنة، على التوالي في 2006،2007،2012،2013 وقد شمل من بين 50 مرشحين لجائزة الكرة الذهبية، التاسع 2006 الخامس 2007 السابع 2012 والعاشر 2013، بلغ 116 مباراة مع الأزوري (المنتخب الإيطالي) وسجل 13 هدفا، ولعب لبريشيا، والإنتر وريجينا قبل أن ينتقل إلى ميلان حيث عرف الـتألق وفاز بكأس إيطاليا ودوري أبطال أوروبا والدوري الإيطالي، وبعد عشر سنوات مع الروسونيري ذهب إلى يوفنتوس بصفقة مجانية، لعدم تمديد عقده مع ميلان، حيث تحصل على أربعة ألقاب في الدوري وبطولتي كأس السوبر الإيطالية وكأس إيطاليا مرة واحدة.

## مسيرته الكروية

### البداية المبكرة
بدأ خطواته الأولى مع نادي فليرو، ثم إنضم إلى صفوف نادي بريشيا.

### بريشيا
في موسم 1994-1995 حصل على أول حضور في المهنية يم 21 مايي 1995، مع بريشيا في الدرجة الثانية SERIE B، استبدل ماركو شناردي في المبارة ريجيانا-بريشيا (2-0) ، كان يبلغ 16 عاما ويومين، أصغر لاعب في الفريق في الدوري العلوي من لومباردي. لم يناديه المدرب من بعد، في حين فازمع البريمافيرا(فريق الشباب) فياريجيو.
في موسم 1996-1997، التحق الفريق الدرجة الأول، تحت قيادة المدرب إدواردو ريجا، ومع 17 مباراة و2 أهداف.
في موسم 1997-1998،صعد نادي بريشيا في الدرجة الأولى SERIE A ، سجل بيرلو 29 مبارات و4 أهداف، رغمى ذلك هبط في SERIE B
في يناير 2001، انتقل بيرلو في بريشيا، ولديه فرصة لقاء صنم طفولته: روبرتو باجيو ويعتبره كنموذج.
ليس من قبيل المصادفة أن العديد من صفات بيرلو (مثل الركلات الحرة) التهمت من باجيو: «لقد كان دائما تثبيت مع الركلات. عندما عدت للمرة الثانية إلى بريشيا، مع المدرب مازون وكابتن الفريق روبرتو باجيو، بدأت دراستها في مجال التدريب. كل يم كنت أتعلم شيء، فهي أيضا مسألة التدريب بالنسبة لي». [24]
"وقد أثبتت أندريا موهبته وقيمته. عندما لعبنا معا، كل شيء يعتمد عليه. وقال انه كان دائما له الفضل الكبير لمعرفة مسبقا ما سيحدث داخل الأداءة رؤيته للعبة، وما يفعل، كيفية بناءه، جعلوه بطل. »
(روبرتو باجيو يتحدث عن بيرلو في عام 2007)

### ريجنينا
في الموسم 1999-2000 ، انتقل إل نادي رجينا ، حصل عل 30 مبارات و6 أهداف .

### إنتر ميلان
في الموسم 1998-1999 ، تم التعاقد إلى الإنتر ميلان ، حصل عل 18 مبارات، غالبا ما بدأ في مقعد البلاء، ظهر للأول مرة في دوري أبطال أوروبا-7-مباريات .
في الموسم 2000-2001 ، استرجع إلى الإنتر، لكن تم إعارته مرة ثانية إلى نادي بريشيا ، ذلك لعدم تعبير موهبته في النيرازوري، بعد تسجيل 4 حضور .

### ميلان
في عام 2001 تعاقد بيرلو مع نادي إيه سي ميلان بمبلغ 33 بيليون إيطالين لير(17,043,078) , عرف نفس البداية في مغامرته مع إنتر ميلانو ، كانت المنافسة صعبة جدًّا مع البرتغالي روي كوستا ، لم يستطيع أن يحتل مكانه في التشكيلة، ففي يوم 30 مارس 2002 ، كان الروزنيري منهزمين 1-0 ضد بارما ، المدرب كارلو أنشيلوتي قرر إدخال بيرلو ومنح لم مفتاح اللعب، فشرفه بإعطاء تمريرة مفتاحية لفيليبو إنزاغي وتسجيل ركلة حرة، انتهت المقابلة بانتصار النادي اللمباردي، فجزاه جمهور سانسيرو بتقديم له حفاوة بالغة Standing Ovation .
مع إصابات جينارو غاتوزو وماسيمو أمبروزيني ، بدأ يلعب بإستمرار في نفس المركز الذي كان يشغله مع بريشياأمام المدافعين، للأن كارليتو(كارلو أنشيلوتي) أوضح له أن الترdكوارتيست(صانع اللعب بالإيطالية) تعود إلى روي كوستا،فإستعمله كوسط مدافع ، فعنت علاقات أب-طفل بين بيرلو ومدربه .
الموسم 2002-2003 ، أصبح قطعة أساسية في تشكيلة إيه سي ميلان «شجرة نويل» 4-3-2-1 , محاط بكلارنس سيدورف وجينارو غاتوزو ، في 6 أكتوبر 2002، سجل على ركلة جزاء الهدف الأول من الموسم ضد تورينو، والمساهمة في فوز الثقيلة على المعارضين 6-0 , ففاز بكأس إيطاليا ضد روما ، ودوري أبطال أروبا عل حساب يوفنتوس في ركلات الترجيح .
هذا الموسم، سجل بيرلو 42 مباراة و9 أهداف، أصبح بيرلو يعرف في منصبه الجديد، حيث قال باريرا البرازيلي أنه «زيكو أمام الدفاع،» [59] لاعب لا يمكن الاستغناء عنه في الخطط التكتيكية للميلان وأيضا العنصر الرئيسي للمنتخب الوطني الإيطالي.
الموسم 2003-2004 ، افتتح بانهزام في كأس السوبر الإيطالي ،لكن حاز بكأس الدوري الإيطالي وحصل على 42 مبارات و8 أهداف.
الموسم 2004-2005 أخفق في دوري أبطال أوروبا في مصلحة النادي الإنجليزي ليفربول في الركلات الترجيح، بعد عودت مدهشة في المقابلة 0-3 في الشوط اللأول و3-3 في الشوط الثاني، إكتأب بيرلو وأعلن : "فكرت في ترك كرة القدم لأن فقدت الطعم في كل الأشياء، وأنا لم أكن لاعب كرة قدم ولا حتى رجل، لم يكن لي الشجاعة للنظر في المرآة. بعد تلك المباراة، وقد انشأنا مرض جديد مع أعراض متعددة، والمعروفة باسم "متلازمة إسطنبول" وما زلنا لا نعرف جيدا ما حدث في تلك الليلة. »
الموسم 2006-2007 انتقم الروسونيري على ليفربول في الدور النهائي لدوري أبطال أروبا، اكتسب أندريا جائزة ثانية في تلك الدور، أعلن زميلمه إنزاغي:«جعلني اندريا أسجل كثيراً، لكن مساعدته في الهدف الأول في أثينا لاأنساه أبداً، تمريرة لاإرادية»
بعد هذا فقد بيرلو صلحيته في اللعب، سوى في بعض المبادرات، كتسديده الصاعق ضد ريال مدريد، الذي بواسطته عادل في النتيجة وانتصروا من ب عد ب 2-3 في الموسم 2009-2010.
في الموسم 2010-2011 ، فاز بثاني كأس الدوري الإيطالي ، شارك بتمريرات مفتاحية ل زلاتان إبراهيموفيتش وتوفير 3 نقاط ضد بارما بتسديدة نابعة من بعد آخر .

### يوفنتوس
في الصيف 2011 إتجه نحو نادي يوفنتوس بصفقة مجانية، نتيجة عدم توافقه مع مدرب إيه سي ميلان أليغري .
مع المدرب أنتونيو كونتي، شاهدنا لاعب آخر، وكأنه مازال شاب، وجد التحفيزات اللازمة التي منحت له طاقة جديدة، نال ثلاثة مرات في كأس دوري أبطال إيطاليا 2012-2013-2014 ومرتين في كأس السوبر الإيطاري ، مقابل فشل في كأس إيطاليا ضد نابولي .
حيث سجل العديد من التمريرات المفتاحية والركلات الحرة التي يغير مصير المقابلة، مثلا: ركلته الحرة ضد فريقه القديم إيه سي ميلن، لكن لم يحتفل بالهدف، احتراما للنادي الذي ساعده على اكتساب شهرة شاسعة .
حيث أعلن أحسن لآعب في الدور اللإيطالي سنة 2012 ، عين في تشكيلة فريق السنة UEFA-2012 .

## مسيرته الدولية

### نازيونال تحت 21 والأولمبيك
شارك بيرلو في كأس الأمم الأوروبية تحت 21 سنة عام 2000 في سلوفاكيا على حساب التشيك مع انتهاء الكأس ب 3 أهداف وأرشح أحسن لاعب جمع مع المنتخب تحت 21سنة 46 مبارات و16 أهداف، هو الللاعب أكثر حضورا .
تروط في دورة الألعاب الأولمبية في نفس العام بسيدني، أدى مع الفريف الأولمبي 9 مبارات وهدفا واحدا .

### يورو 2004
7 سبتمبر 2002، في سن ال 23، شاركة لأول مرة في كبار مدرب المنتخب الوطني مع المدرب جيوفاني تراباتوني في مباراة أذربيجان وإيطاليا (0-2)، لتصفيات كأس الامم الأوروبية 2004. [136] وسجل أول هدف له على ركلة حرة ما قبل الأوروبي في مباراة ودية ضد تركيا. [137] ودعا لبطولة الامم الأوروبية في عام 2004، ولعب المباراتين الأخيرتين من دور المجموعات، والتعادل مع السويد والفوز على بلغاريا، لم تتأهل إيطاليا غلى الدور الربع النهائي، كان خطأ كبير من طرف المدرب الذي فضل في المبارة الأولى الثنائية زانيتي-توماتزي، عوض بيرلو-غاتوزو .

### كأس العالم 2006
مع المدرب مارسيلو ليبي بيرلو عضو أسلسي في النازيونال، شكل ثنائية خطيرة ومكملة مع زميله في ميلان رينو(جينارو غاتوزو) في وسط العب، حيث أندريا يصنع اللعب ويسترجع الكرة، بينما جينارو يقوم بطغيته بواسطة كفاآته البدنية الجبارة.
بدأ مغامرته بأحسن الطريقة، بتسجيل تسديدة خرج منطقة الجزاء وفي زاوية مغلوقة ضد الغانا وأداء إطمأن كل الذين أعلنوا أقوال إطرائية نحوه، وفازو ب 2-0، عين أحسن لاعب.
في المقابلة الثانية ضد أمريكا أنجز تمريرة مفتاحية ل ألبيرتو جيلردينو في ركلة حرة، بلغت النتيجة 1-1.
في المقابلة الأخرى انتصرت النازيونال إلى أن وصلت للدور النصف النهائي، ومازال أندريا يصنع الإيقاع بدون الإصرار على موهبته.
في النصف النهائي التقى بألمانيا ، وحقق مرة أخرى وضد فريق أعضم من السابقين أنه يمتلك المستوى الكافي للإبهار المشاهدين، بعد مراوغة في مساحة ضيقة أنجة تمريرة مقتاحية ل فابيو غروسو، انتهت المقابلة ب 2-0 لإيطاليا وعين أحسن لاعب.
في الدور النهائي ضد فرنسا، أبرز كل شساعة موهبته وبرهن أن يستطيع فريقه الارتكاز عليه، وذلك بحضوره في إيقاف الهجومات الفرنسية وصنع اللعب، خاصة تمريرته المفتاحية لماركو ماتيرازي في ضربة زاوية التي بواسطتها تعادلت النتيجة 1-1، وتسجيل في الركلات الترجيح، حصل على جائزة أحسن لاعب وكأس العالم، وإنضم في تشكيلة فريق كأس العالم 2006-FIFA .

### يورو 2008
مع روبرتو دونادوني شارك في كأس الأمم الأوروبية ل2008 في النمسا وسويسرا، حيث لعب جميع المباريات الثلاث في مرحلة المجموعات، وسجل هدفا من ركلة جزاء في المباراة ضد فرنسا وفاز 2-0. [148] بيرلو غاب عن مباراة الدور ربع النهائي ضد إسبانيا، في المباراة التي تم القضاء على إيطاليا بركلات الترجيح، وذلك بسبب فرض العديد من التحذيرات التي وردت خلال مرحلة المجموعات.

### كأس القارات 2009
فاز في المبارة الأولى ضد أمريكا 3-1 , أنجز تمريرة مفتاحية ل جيوسيبي روسي بعد مراوغة المدافع الأمريكي في مساحة ضيقة مع خط رمية تماس
لكن فشلهم ضد مصر والبرازيل منع لهم المغامرة في هذا الكأس.

### كأس العالم 2010
لم يستطيع بيرلو لعب المبارتين ألأوليتين بسبب إصابة، فحضوره في الآخير لم يكن كافي لتمديد النازيونال في مونديال جنوب أفريقيا.

### يورو 2012

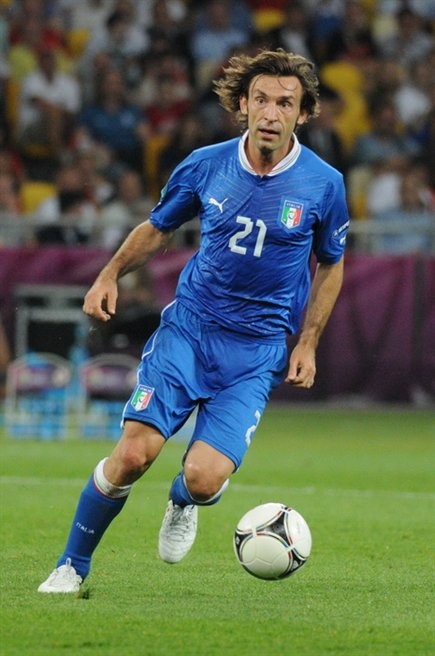
أندريا بيرلو في كأس الأمم الأروبية-2012 ضد بريطانيا

نتيجة موسمه الجيد مع يوفنتوس ، إختاره المدرب شيزاري برانديلي كالاعب الرئيسي في تشكيلته، فبيرلو برز مرة أحرى أنه يستطيع حمل على ظهرم النازيونال، بواسطة آداء في حظ موهبته طول الكأس، خاصة في المبارة الأولى ضد إصبانيا العملاقة التي كانت أحسن منتخب في العالم، ذكر للمشاهدين أنه لاعب خارق للعادة، وأرسل تمريرة مفتاحية لأنتونيو دي ناتالي، سميت بأروع مقابلة في الأورو 2012 .
طول مسار إيطاليا بيرلو يصنع ويوقف لعب المقاوم مع زملآئه ريكاردو منتوليفو دانيلي دي روسي الذي خلف رينو، وكلوديو ماركيزيو، حيث جذب الانتباه ببانلكا في الركلات الترجيح ضد بريطانيا ، رغمى أن قبله صديقه فشل في هذا التمرين، فأسترجع الثقة في منخبه وإنتقلو إلى الدولر النصف النهائي مع ألمانيا ، إلى أن إنهزم في النصف النهائي ضد إسبانيا 4-0.
عجزيته FIFA بجائزة أحسن إيطالي في المبارة وأحسن لاعب في المقابلات ضد ألمانيا كرواتيا وبريطانيا .

### كأس القارات 2013
بدأ هذا الكأس بتسجيل ركلة حرة ضد المكسيك، لعب مبارتين خلال مرحلة المجموعات، غاب ضد البرازيل انهى النازيونال مسارهم بعد خسارتهم من إسبانيا في ركلات الترجيح، حيث حصلوا على المرتبة الثاثة بانتصارهم على أوروغواي في ركلات الترجيح.

### كأس العالم 2014
رغم آداء مساوي كما فعل في 2006-2012، خرج الأزوري من مرحلة المجموعات، ولم يتأهل إلى الدور الثمن النهائي بعد إنتصار وحيد ضد إنجلترا 2-1، وهزيمتين ضد كوستاريكا 1-0 والأوروغواي 0-1.
توقف بيرلو من المشاركة مع المنتخب الوطني، كما أعلنها من قبل بداية كأس العالم، تزامنا مع ذهاب المدرب تشيزاري برانديلي إلى النادي التركي غلاطا سراي.
أندريا بيرلو ختم مسيرته مع المنتخب الإيطالي ب112 ظهور مقابل 13 أهداف.

### يورو 2016
عاد أندريا بيرلو لتمثيل المنتخب الإيطالي مرة آخرى وهذه المرة في تصفيات اليورو 2016 وقد شارك في أربع مباريات فقط، ثم لم يٌستدعى من قِبل المدرب أنطونيو كونتي لمنافسات اليورو 2016 وبذلك يتوقف مشوار أندريا بيرلو الدولي عند 116 مباراة دولية مع المنتخب الإيطالي.

## أسلوب لعبه

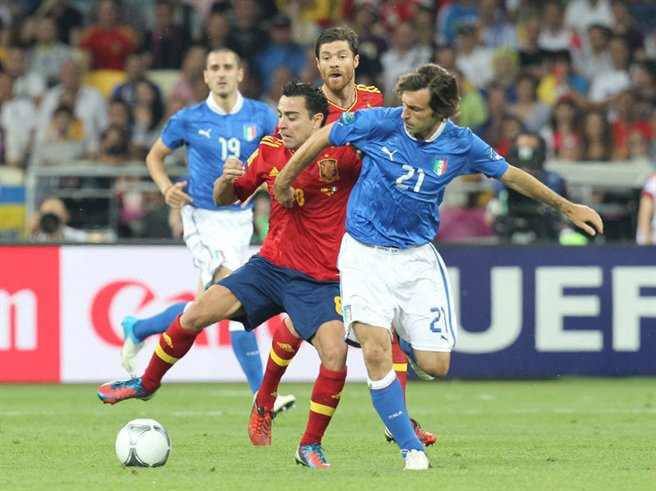
تشافي وأندريا بيرولو في نهائي بطولة أمم أوروبا 2012

خضع لعدة مقارنات مع الأسطورة الإيطالية جياني ريفيرا (بالإنجليزية: Gianni Rivera) ، تدرب كوسط مهاجم يلعب خلف المهاجمين، لكن كارلو مازون مدربه في بريشيا غير مركزه في الملعب، فتغير دوره واصبح يلعب أمام المدافعين كوسط دفاعي، لللإستفادة أكثر من موهبته، فأحسن بتدخلاته الدفاعية رغم تكوينه وكفاءاته التكتيكية اللتان بواسطتهما يوقف هجمات المنافس، زيادة عن هذا لا يمتلك قدرات بدنية ضخمة كالوسط الدفاعي الكلاسيكي، بل يبهر بمهاراته المذهلة، رؤيته وهو يمرر تمريرات طويلة أو قصيرة ممتعة للكثيرين، هنا ندرك أن هذا اللاعب خارق للعادة، سمي بصانع اللعب المتقدم .يتقن في التسديدات الخارجة من منطقة الجزاء والركلات الركنية وركلات الجزاء وخاصة الركلات الحرة التي أعلن أن روبرتو باجيو ألهمه، لما كان زميله في بريشيا. في عام 2005 أضاف إلى خلفيته التقنية طريقة جديدة لتسديد الركلات الحرة "الرفع"L’ASCENSORE "(سميت من طرف زملائه) مستوحاة من جونينيو البرازيلي، يسدد بواسطة أصابعه الثلاثة من القدم (التجاويف/أذن خارجية) ، مع الفرق أن بيرلو يستعمل الأصابع الثلاثة والرقبة (مساعدة إلى العين والأذن الداخلية)، فالكرة ترتفع وتنخفظ بسرعة بفعل تأثير ماغنوس MAGNUS، كم من حارس وقع في ذلك الفخ.
قال:«أنظر إلى المسافة بين الجدار وموقعي، أملك أربعة أو خمسة طرق للتسديد، أختار واحدة منهم خمس ثواني قبل القذف»
«أراقب في الأنترنت وفي التلفاز كيفية تسديدهم، وأتدرب مرة في الأسبوع على الركلات الحرة»
يبدو كشخص رزين وهادئ ومتواضع، ويمتاز بروح رياضية مثالية.

## حياته الشخصية
ولد بفليو قرب بريشيا، أخوه إيفان يلعب في SERIE C2 الدرجة الرابعة في بريشيا، تزوج مع ديبورا روفرسي DEBORAH ROVERSI في 2001، لهما طفلان : نيكولا(ولد 2003) وأنجيلا(2006).
أب بيرلو أسس شركة تجارة المعادن في بريشيا في عام 1982 تدعى ب ELG STEEL .بيرلو نفسه يحتفظ حصة في الشركات العائلية.
لقب من طرف الصحافي الإيطالي SUPERMAN: CARLO PELLEGATI(العبد الممتاز) ، TRILLI CAMPANELLINO(تينكر بيل) ، L’ARCHITETTO(المهندس المعياري).
وفي عام 2013، كتب بيرلو سيرة ذاتية، PENSO QUINDI GIOCO (أفكر ثم ألعب).

## الإحصائيات
الظهور والأهداف مع الأندية 
| النادي               | الموسم          | البطولة | البطولة | البطولة | كأس إيطاليا | كأس إيطاليا | كأس أروبا | كأس أروبا | كأس آخر | كأس آخر | المجموع | المجموع |
|                      |                 | الدرجة  | الظهور  | الأهداف | الظهور      | الأهداف     | الظهور    | الأهداف   | الظهور  | الأهداف | الظهور  | الأهداف |
| بريشيا إيطاليا       | 1995-1994       | أ       | 1       | 0       | 0           | 0           | -         | -         | -       | -       | 1       | 0       |
| بريشيا إيطاليا       | 1996-1995       | ب       | 0       | 0       | 0           | 0           | -         | -         | -       | -       | 0       | 0       |
| بريشيا إيطاليا       | 1996-1995       | ب       | 17      | 2       | 1           | 0           | -         | -         | -       | -       | 18      | 2       |
| بريشيا إيطاليا       | 1997-1996       | أ       | 29      | 4       | 1           | 0           | -         | -         | -       | -       | 30      | 4       |
| بريشيا إيطاليا       | 2001-جانفي-جوان | أ       | 10      | 0       | -           | -           | -         | -         | -       | -       | 10      | 0       |
| إنتر ميلان إيطاليا   | 1998-1997       | أ       | 18      | 0       | 7           | 0           | 7         | 0         | -       | -       | 32      | 0       |
| إنتر ميلان إيطاليا   | 2001-2000-جانفي | أ       | 4       | 0       | 1           | 0           | 3         | 0         | -       | -       | 8       | 0       |
| ريجينا إيطاليا       | 2000-1999       | أ       | 28      | 6       | 2           | 0           | -         | -         | -       | -       | 30      | 6       |
| إيه سي ميلان إيطاليا | 2002-2001       | أ       | 18      | 2       | 2           | 0           | 9         | 0         | -       | -       | 29      | 2       |
| إيه سي ميلان إيطاليا | 2003-2002       | أ       | 27      | 9       | 2           | 0           | 13        | 0         | -       | -       | 42      | 9       |
| إيه سي ميلان إيطاليا | 2004-2003       | أ       | 32      | 6       | 0           | 0           | 9         | 1         | -       | -       | 44      | 8       |
| إيه سي ميلان إيطاليا | 2005-2004       | أ       | 30      | 4       | 1           | 0           | 12        | 1         | -       | -       | 43      | 5       |
| إيه سي ميلان إيطاليا | 2006-2005       | أ       | 33      | 4       | 4           | 0           | 12        | 1         | -       | -       | 49      | 5       |
| إيه سي ميلان إيطاليا | 2007-2006       | أ       | 34      | 2       | 4           | 0           | 14        | 1         | -       | -       | 52      | 3       |
| إيه سي ميلان إيطاليا | 2008-2007       | أ       | 33      | 3       | 1           | 0           | 8         | 2         | 3       | 0       | 45      | 5       |
| إيه سي ميلان إيطاليا | 2009-2008       | أ       | 26      | 1       | 0           | 0           | 3         | 1         | -       | -       | 29      | 2       |
| إيه سي ميلان إيطاليا | 2010-2009       | أ       | 34      | 0       | 1           | 0           | 8         | 1         | -       | -       | 43      | 1       |
| إيه سي ميلان إيطاليا | 2011-2010       | أ       | 17      | 1       | 3           | 0           | 5         | 0         | -       | -       | 25      | 1       |
| يوفنتوس إيطاليا      | 2012-2011       | أ       | 37      | 3       | 4           | -           | -         | -         | -       | -       | 41      | 3       |
| يوفنتوس إيطاليا      | 2013-2012       | أ       | 32      | 5       | 2           | 0           | 10        | 0         | -       | -       | 45      | 5       |
| يوفنتوس إيطاليا      | 2014-2013       | أ       | 30      | 4       | 1           | 0           | 13        | 2         | -       | -       | 45      | 6       |
| يوفنتوس إيطاليا      | 2015-2014       | أ       | -       | -       | -           | -           | -         | -         | -       | -       | -       | -       |
| المجموع              |                 | -       | -       | -       | -           | -           | -         | -         |         | -       | 661     | 67      |

الظهور والأهداف مع المنتخب الوطني 
| الموسم    | الظهور | الأهداف |
| 2003-2002 | 4      | 0       |
| 2004-2003 | 7      | 1       |
| 2005-2004 | 4      | 2       |
| 2006-2005 | 16     | 2       |
| 2007-2006 | 7      | 0       |
| 2008-2007 | 11     | 2       |
| 2009-2008 | 10     | 1       |
| 2010-2009 | 8      | 0       |
| 2011-2010 | 7      | 1       |
| 2012-2011 | 15     | 1       |
| 2013-2012 | 13     | 1       |
| 2014-2013 | 10     | 0       |
| المجموع   | 112    | 13      |

## الإنجازات

### الجماعية

#### الأندية
ميلان
- الدوري الإيطالي (2): 2003–04، 2010–11
- كأس إيطاليا (1): 2002–03
- كأس السوبر الإيطالي (1): 2004
- دوري أبطال أوروبا (2): 2002–03، 2006–07
- كأس السوبر الأوروبي (2): 2003، 2007
- كأس العالم للأندية (1): 2007

 يوفنتوس
- الدوري الإيطالي (4): 2011–12، 2012–13، 2013–14، 2014–15
- كأس إيطاليا (1): 2014–15
- كأس السوبر الإيطالي (2): 2012، 2013

#### المنتخب
إيطاليا
- كأس العالم (1): 2006
- بطولة أمم أوروبا الوصيف: 2012
- كأس القارات الميدالية البرونزية: 2013

 إيطاليا للشباب
- بطولة أوروبا تحت 21 سنة (1): 2000
- ميدالية أولمبية (1): 2004

### الفردية
- - أفضل هدف في بطولة أوروبا تحت 21 سنة 2000 في سلوفاكيا
- جائزة الكرة الذهبية::

```
 *التاسع - 
2006

 *الخامس - 
2007

 *السابع - 
2012

 *التاسع - 
2013

 *أعلن في 
2004
، 
2005
```

- - أفضل لاعب في الدور النهائي : 2006
  - ثالث أفضل لاعب في 2006 (الكرة الفضية)
  - أحسن ممرر في 2006 مع زميله فرانشسكو توتي (4 تمريرات)
  - أختير في تشكيلة فريق السنة 2006
  - أحسن لاعب إيطالي في الدوري الإيطالي، أحسن لاعب إيطالي في 2008
  - أفضل لاعب في الدوري الإيطالي 2012
  - أفضل لاعب إيطالي في : 2012
  - أختير في تشكيلة فريق السنة 2012

## إقتباسات عنه
Is he best player of his generation? Not quite, but he is the most important.
قالب:المرجع المادة
قالب:المرجع المادة
قالب:المرجع المادة http://www.repubblica.it/2005/c/sezioni/sport/calcio/nazionale/pirlo/pirlo/pirlo.html
قالب:المرجع المادة http://www.lastampa.it/sport/cmsSezioni/germania2006/200607articoli/2459girata.asp
قالب:المرجع المادة http://fr.fifa.com/worldfootball/news/newsid=1655542.html
قالب:المرجع المادة http://www.liberation.fr/cahier-special/010151557-la-perle-pirlo
قالب:المرجع المادة http://www.liberation.fr/cahier-special/010151557-la-perle-pirlo
قالب:المرجع المادة http://www.liberation.fr/cahier-special/010151557-la-perle-pirlo
قالب:المرجع المادة https://web.archive.org/web/20140714194108/http://www.calciomio.fr/20-sur-20-pour-la-juve-et-napoli-osvaldo-chauffe-la-juve-napoli-modele-italien_164168

## روابط خارجية
- أندريا بيرلو على موقع IMDb (الإنجليزية)
- أندريا بيرلو على موقع الاتحاد الدولي (مؤرشف)  (الإنجليزية)
- أندريا بيرلو على موقع الاتحاد الأوربي (الإنجليزية)
- أندريا بيرلو على موقع الدوري الأمريكي (الإنجليزية)
- أندريا بيرلو على موقع إي إس بي إن إف سي (الإنجليزية)
- أندريا بيرلو على موقع قاعدة بيانات كرة القدم.إي يو (الإنجليزية)
- أندريا بيرلو على موقع بيانات كرة القدم. دي إي (الألمانية)
- أندريا بيرلو على موقع ليكيب (الفرنسية)
- أندريا بيرلو على موقع ناشيونال فوتبول تيمز (الإنجليزية)
- أندريا بيرلو على موقع Soccerbase.com (لاعب) (الإنجليزية)
- أندريا بيرلو على موقع Soccerway.com (الإنجليزية)